# Eria angustifolia
Eria angustifolia är en orkidéart som beskrevs av Henry Nicholas Ridley. Eria angustifolia ingår i släktet Eria och familjen orkidéer. Inga underarter finns listade i Catalogue of Life.